# You Can't Believe Everything
You Can't Believe Everything é um filme de drama mudo produzido nos Estados Unidos e lançado em 1918.